# Винар Оксана Миколаївна
Винар Оксана Миколаївна (Стронська) (народилася 25 березня 1928 року у м. Львові) — відомий український мінералог.

## Життєпис
Закінчила геологічний факультет Львівського університету, який закінчила 1952 року.
1952—1955 рр. — аспірантура в цьому ж університеті (керівник Євген Лазаренко).
1956 р. — захист кандидатської дисертації на тему «Минералогия пегматитов Западной Волыни».
Надалі на посаді інженера геологічної лабораторії факультету продовжила дослідження мінералогії породно-рудних комплексів регіону: пегматитів (долини рік Случ і Корчик), ефузивних порід (басейн р. Горинь), інтрузивних порід кіровоградсько-житомирського і осницького комплексів. В результаті — вихід у світ монографії «Мінералогія вивержених комплексів Західної Волині» (Є. К. Лазаренко, О. І. Матковський, О. М. Винар, В. П. Шашкіна, Г. М. Гнатів; 1960 р.).
З 1958 р. Оксана Винар працювала на посадах молодшого і старшого наукового співробітника Проблемної геохімічної лабораторії Львівського університету.
Із 1970 р. — на посаді старшого наукового співробітника відділу геохімії глибинних флюїдів ІГГГК АН УРСР.

## Науковий доробок
Понад 40 друкованих праць і низка заключних звітів про науково-дослідні роботи.
Зокрема, піонерське енциклопедичне видання: Лазаренко Є. К., Винар О. М. Мінералогічний словник. — Київ: Наук. думка, 1975. — 774 с.
Монографії:
- «Мінералоутворюючі флюїди постмагматичних утворень гранітоїдів Українського щита» (О. М. Винар,В. А. Калюжний, І. М. Наумко, О. Д. Матвієнко; 1987 р.).
- «Мінералогія вивержених комплексів Західної Волині» (Є. К. Лазаренко, О. І. Матковський, О. М. Винар, В. П. Шашкіна, Г. М. Гнатів; 1960 р.).

Переклади: 
- переклад українською російськомовного підручника «Кристаллография» Г. Попова та І. Шафрановського (разом з О. Матковським, 1959).

## Інтернет-ресурси
- ОКСАНА МИКОЛАЇВНА ВИНАР (до 90-річчя від уродин). Геологія і геохімія горючих копалин. № 3–4 (176–177). 2018